# Beyond the Horizon
Beyond the Horizon is een toneelstuk uit 1920 van de Amerikaanse dramaturg Eugene O'Neill. Het was O'Neills eerste grote werk, waarmee hij in 1920 ook de Pulitzerprijs voor Drama won.
Het stuk richt zich op de beschrijving van een familie, en in het bijzonder op twee broers, Andrew en Robert. In het eerste bedrijf staat Robert op het punt naar zee te trekken met zijn oom Dick, een zeekapitein, terwijl Andrew uitkijkt naar het huwelijk met zijn geliefde Ruth en zijn werk op de boerderij van de familie zodat hij voor zijn eigen gezin de kost kan winnen.

## Adaptaties
Het stuk werd in 1975 aangepast voor een televisiefilm die op PBS werd uitgezonden, geregisseerd door Rick Hauser en Michael Kahn.

## Revival
Het stuk werd voor het laatst nieuw leven ingeblazen door Royal & Derngate in Northampton in november 2009. Deze productie werd vervolgens overgebracht naar het Londense Royal National Theatre in maart 2010.